# Krommenie
Krommenie város az Észak-Holland tartományban. A zaanstadi önkormányzat része. 15 km-re, északkeletre található Haarlemtől.
Krommenie 1974-ig volt önálló település, ekkor alakult meg az új, zaanstadi önkormányzat.
Környező területeivel együtt a lakosság mintegy 17 410 fő.
Krommenie az első város a világon, ahol napelemes kerékpárút (SolaRoad) működik. Ez Napelemeken fekvő, átlátszó felületű út, amely villamos energiát termel. Az út több mint 70 méter hosszú.

## Vasúti szolgáltatások
- Krommenie-Assendelft vasúti állomás. Innen 4 vonat indul óránként egy irányba, Amszterdamba és Uitgeest–Alkmaarba. A menetidő 25 perc.

## Híres személyek
- itt született Peter Ressel (1945–) válogatott holland labdarúgó